# 阿都苏谷尔
阿都苏谷尔，马来西亚政治人物，国阵巫统籍，曾经为雪兰莪州议会轰埠议员 。

## 政治生涯
2008年3月8日，阿都苏谷尔于马来西亚第12届全国大选中胜出，当选为雪兰莪州议会轰埠州议员。